# Décio Sossai Zandonade
Dom Décio Sossai Zandonade, SDB (Venda Nova do Imigrante, 2 de dezembro de 1942) é um bispo católico brasileiro. É bispo emérito da Diocese de Colatina.

## Vida
Dom Décio em 1952, entrou para o Seminário Aspirantado Salesiano de Jaciguá, localizado onde é hoje o município de Vargem Alta, no Espírito Santo.
Em 1958, deu continuidade aos seus estudos em São João Del Rei, onde concluiu o ensino médio. Em 1960, entrou para a Congregação Salesiana e, sete anos mais tarde, fez sua Profissão Religiosa Perpétua. Foi ordenado sacerdote em 16 de dezembro de 1972, em sua cidade natal.
Cursou Filosofia e Letras na Faculdade Dom Bosco, em São João Del Rei e estudou Teologia em Córdoba, Argentina, e no Instituto de Teologia da Universidade Católica de Belo Horizonte. Antes do Episcopado, foi diretor do Seminário de Jaciguá, auxiliar do Noviciado Salesiano de Barbacena, e Inspetor da Inspetoria São João Bosco, que abrange as obras Salesianas do Distrito Federal e dos estados de Minas Gerais, Espírito Santo, Goiás e Rio de Janeiro. Em 1991, tornou-se diretor do Sistema Salesiano de Vídeo-Comunicação.
Em 11 de dezembro de 1996, foi nomeado bispo auxiliar da Arquidiocese de Belo Horizonte e sua ordenação episcopal aconteceu no dia 2 de fevereiro de 1997. Seu lema é Domine, ut videam. Logo após, assumiu a área de Comunicação e Educação daquela Arquidiocese, a área de Comunicação, Educação e Juventude do Regional Leste II e ainda o setor de Comunicação, Cultura e a Pastoral Universitária da Conferência Nacional dos Bispos do Brasil (CNBB), onde permaneceu até 2002, período que idealizou e impulsionou o início do Mutirão Brasileiro de Comunicação.
O Papa João Paulo II o transferiu para a Diocese de Colatina no dia 14 de maio de 2003. No dia 6 de julho, o então Arcebispo da Arquidiocese de Vitória, Dom Silvestre Luís Scandián, empossou Dom Décio como bispo da Diocese de Colatina. Dom Décio é o segundo bispo a assumir esta Diocese, antes sob a liderança de Dom Geraldo Lyrio Rocha.
Foi também coordenador da Comissão para o Serviço da Justiça, da Caridade, da Paz, para a Educação e a Comunicação do Regional Leste II, que abrange os Estados do Espírito Santo e Minas Gerais; e coordenador do Sub-Regional Leste II, que reúne as dioceses do Espírito Santo.
Sua renúncia foi aceita pelo Papa Francisco no dia 14 de maio de 2014, de acordo com o Cânone 401, parágrafo 2 do Código de Direito Canônico.